# Rurutu

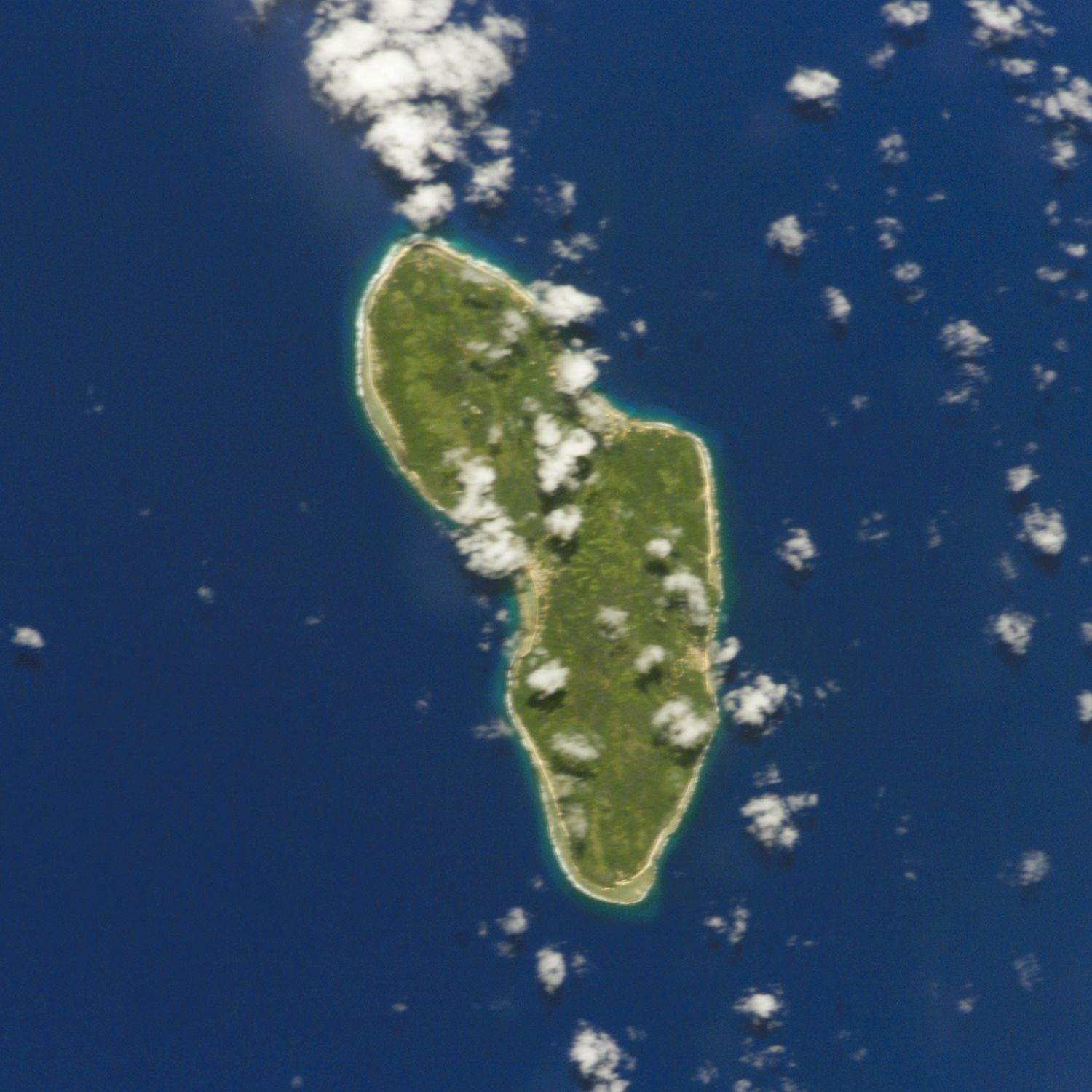
Foto aérea da NASA da ilha de Ruturu

Rurutu é uma das ilhas do arquipélago das Austrais, localizada na Polinésia Francesa. Situada a 572 quilómetros a sul do Taiti e a 210 quilómetros a noroeste do Tubuai, com uma área total de 32 km². Tem uma população total de 2.210 habitantes, segundo o censo de 2007.
Geologicamente, não possui recifes nem uma lagoa sem ligação ao mar. Tem uma costa escarpada, a sua maior altitude é de 398 metros nos montes Manureva e Taatioe.
A sua economia principal passa pelo turismo, embora a maioria da população dedique-se à pesca e à agricultura de subsistência.